# Glover Teixeira
Glover Teixeira (Sobrália, 1979. október 28. –) brazil MMA-harcos. Brazil dzsúdzsucuban második rangú fekete öves. Az UFC égisze alatt vesz részt MMA-meccseken, 26 meccséből 22-t nyert meg.